# Gmina Semič
Semič – gmina w Słowenii. W 2002 roku liczyła 3710 mieszkańców.

## Miejscowości
Miejscowości wchodzące w skład gminy Semič:

- Blatnik pri Črmošnjicah
- Brezje pri Rožnem Dolu
- Brezje pri Vinjem Vrhu
- Brezova Reber
- Brezovica pri Črmošnjicah
- Brstovec
- Cerovec pri Črešnjevcu
- Črešnjevec pri Semiču
- Črmošnjice
- Gaber pri Črmošnjicah
- Gornje Laze
- Gradnik
- Hrib pri Cerovcu
- Hrib pri Rožnem Dolu
- Kal
- Komarna vas
- Krupa
- Krvavčji Vrh
- Lipovec
- Maline pri Štrekljevcu
- Mašelj
- Moverna vas
- Nestoplja vas
- Omota
- Oskoršnica
- Osojnik
- Planina
- Podreber
- Potoki
- Praproče
- Praprot
- Preloge
- Pribišje
- Pugled
- Rožni Dol
- Sela pri Vrčicah
- Semič – siedziba gminy
- Sodji Vrh
- Sovinek
- Sredgora
- Srednja vas
- Starihov Vrh
- Stranska vas pri Semiču
- Štrekljevec
- Trebnji Vrh
- Vinji Vrh pri Semiču
- Vrčice